# Disonycha weismani
Disonycha weismani är en skalbaggsart som beskrevs av Blake 1957. Disonycha weismani ingår i släktet Disonycha och familjen bladbaggar. Inga underarter finns listade i Catalogue of Life.